# Ștormove (Ștormove), Sakî
Ștormove (în ucraineană Штормове) este localitatea de reședință a comunei Ștormove din raionul Sakî, Republica Autonomă Crimeea, Ucraina.

## Demografie
Componența lingvistică a localității Ștormove
     Rusă (82,81%)
     Ucraineană (11,02%)
     Tătară crimeeană (4,04%)
     Alte limbi (0,51%)
Conform recensământului din 2001, majoritatea populației localității Ștormove era vorbitoare de rusă (82,81%), existând în minoritate și vorbitori de ucraineană (11,02%), tătară crimeeană (4,04%) și armeană (1,18%).